# Уппсала (лен)

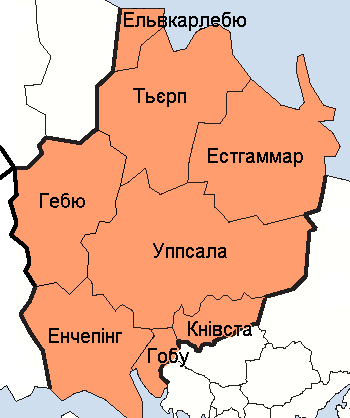
Комуни лену Уппсала

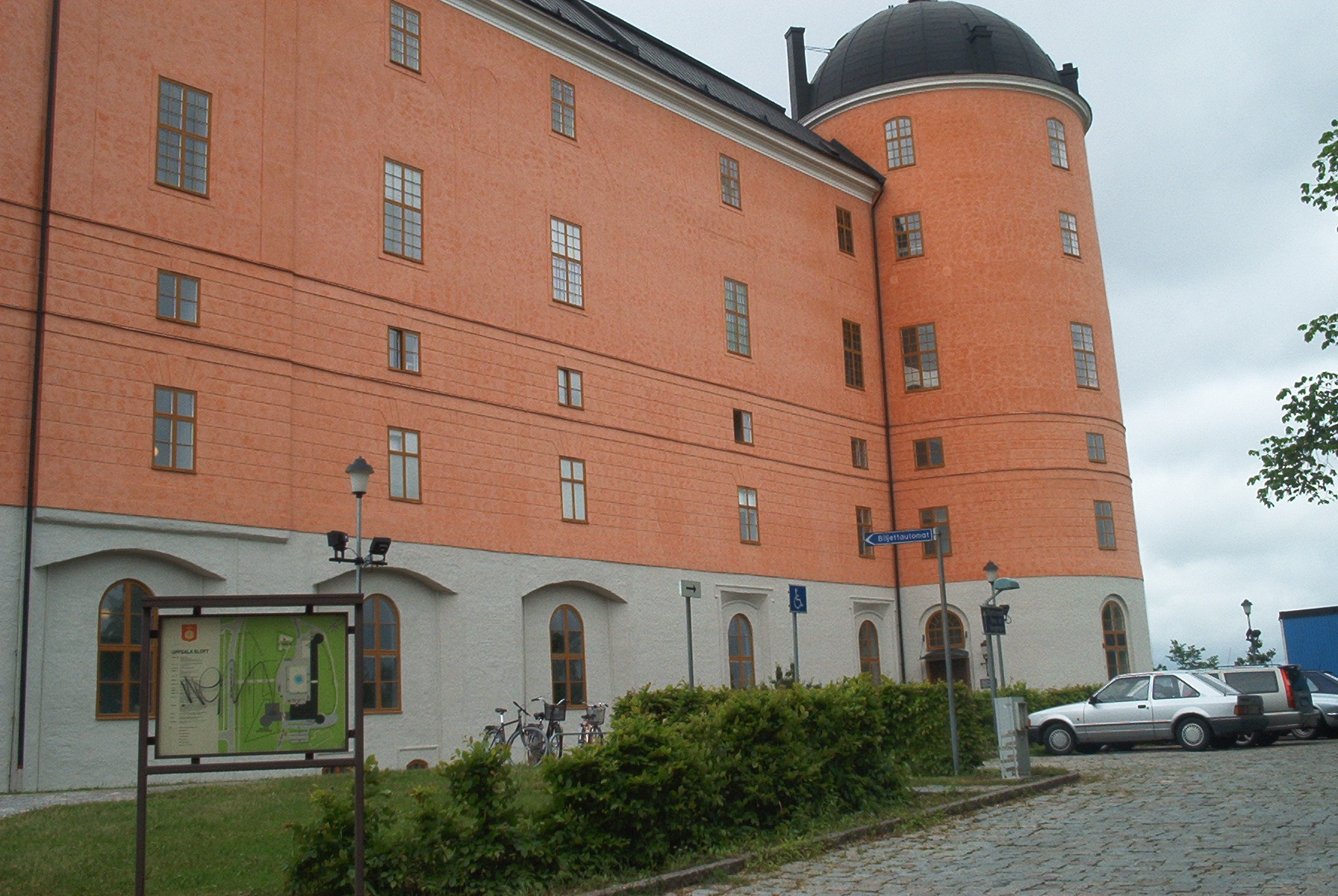
Замок в Уппсалі

Уппса́ла (швед. Uppsala län) — лен в центральній частині Швеції. Адміністративний центр — місто Уппсала. Межує з ленами Стокгольм, Седерманланд, Вестманланд и Євлеборг.

## Адміністративний поділ
Адміністративно лен Уппсала поділяється на 8 комун:
1. Комуна Гебю (Heby kommun)
2. Комуна Гобу (Håbo kommun)
3. Комуна Ельвкарлебю (Älvkarleby kommun)
4. Комуна Енчепінг (Enköpings kommun)
5. Комуна Естгаммар (Östhammars kommun)
6. Комуна Кнівста (Knivsta kommun)
7. Комуна Тьєрп (Tierps kommun)
8. Комуна Уппсала (Uppsala kommun)

## Геральдика
Свій герб і символіку лен Уппсала успадкував від провінції Уппланд.

## Економіка
Бюджет лену за 2006 рік становив 5690 мільйонів крон.